# 井黒四郎
井黒 四郎（いぐろ しろう、1916年（大正5年） – 1985年（昭和60年）4月24日）は、日本の洋画家。元一水会、一陽会会員。

## 年譜
現在の富山県滑川市に生まれる。1936年（昭和11年）第13回白日展で入選。1940年（昭和15年）第10回独立展で入選、同年佐藤洋らと北越美術協会設立。1948年（昭和23年）に棟方志功、佐藤洋、手塚義三郎らと北潮会結成。1949年（昭和24年）在野系の作家集団として佐藤洋、前田常作、玉井忠一らと一軌会結成。1967年（昭和42年）2月、富山青木画廊で「郷土作家二人展シリーズ（2）井黒四郎・大島修三展」を開催した。

## 作品
- 「風影」
- 「白い建物のある風景」
- 「剱岳」
- 「八部衆」
- 「静物」

## 書籍
- 『井黒四郎画集』河野邦子, 1986.4[1]